# (4368) Pillmore
(4368) Pillmore (1981 JC2) – planetoida z pasa głównego asteroid okrążająca Słońce w ciągu 5,69 lat w średniej odległości 3,19 j.a. Odkryta 5 maja 1981 roku.